# Thomas Naylor
 (août 2022).
Si vous disposez d'ouvrages ou d'articles de référence ou si vous connaissez des sites web de qualité traitant du thème abordé ici, merci de compléter l'article en donnant les références utiles à sa vérifiabilité et en les liant à la section « Notes et références ».
Thomas Herbert Naylor, né le 30 mai 1936 à Jackson (Mississippi) et décédé le 12 décembre 2012 à Burlington (Vermont), était un économiste américain, écrivain et professeur à l'Université d'État de Jackson.

## Ouvrages
- Downsizing the U. S. A.
- J'achète!: combattre l'épidémie de surconsommation, avec David Wann et John De Graff[3]